# Le Coq Sportif

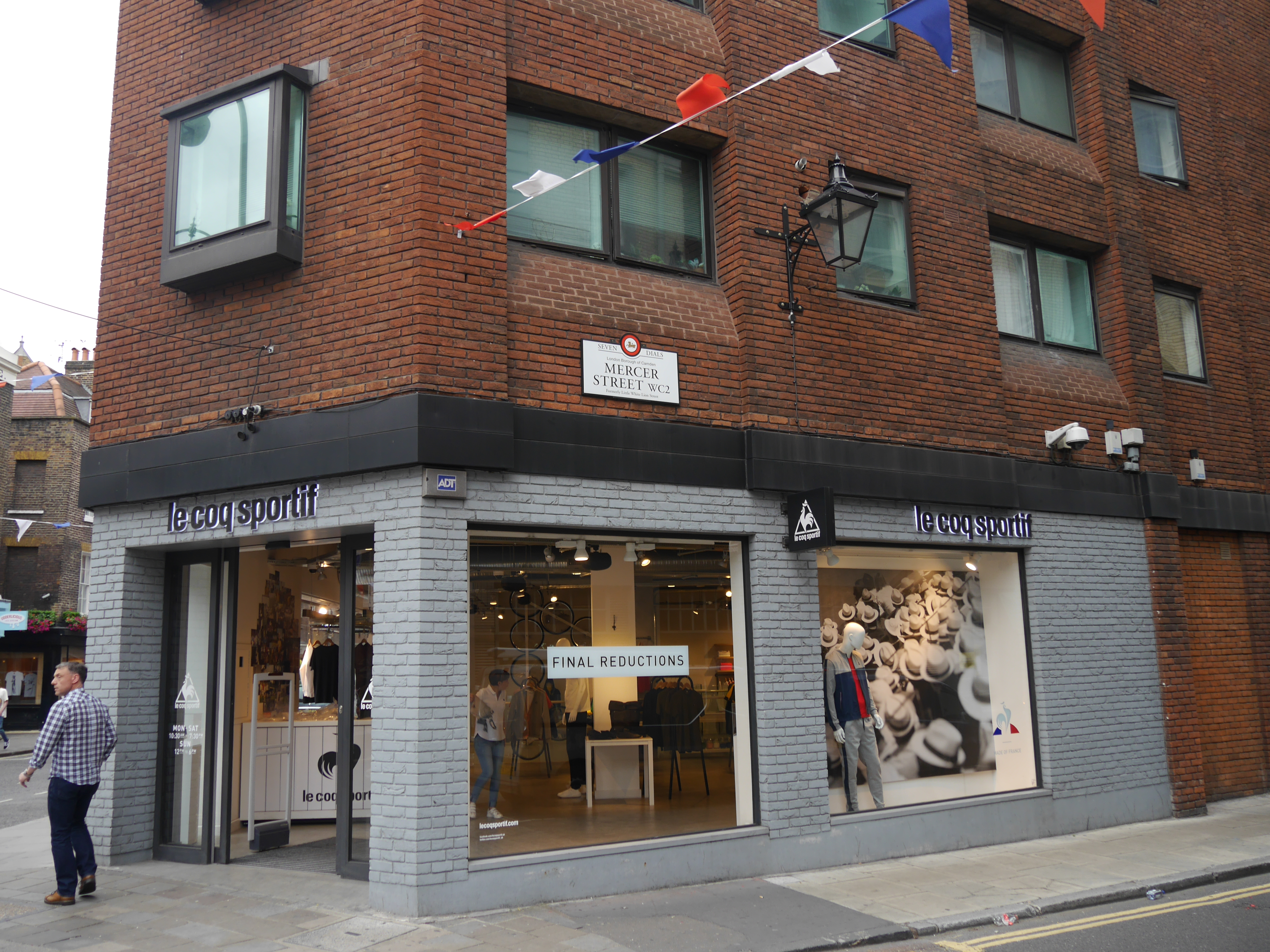
Một cửa hàng Le Coq Sportif ở Luân Đôn

Le Coq Sportif (phát âm tiếng Pháp: [lə kɔk spɔʁtif], "chú gà thể thao") là nhãn hiệu quần áo, giày và phụ kiện thể thao của Pháp. Công ty được Émile Camuset thành lập năm 1882 tại Entzheim. Biểu tượng gà trống đặc trưng của hãng bắt đầu xuất hiện từ năm 1948, lấy cảm hứng từ chú gà trống Gô-loa, một biểu tượng quốc gia của Pháp.
Hiện Le Coq Sportif thuộc sở hữu của Airesis S.A., một công ty đến từ Thụy Sĩ đang sở hữu 69% cổ phần thuơng hiệu. Các sản phẩm hiện tại của hãng bao gồm: đồ thể thao, đồ mặc hàng ngày và giày dép.

## Lịch sử
Nhãn hiệu do thương gia Émile Camuset sáng lập vào năm 1882, ban đầu tập trung vào các sản phẩm vải len sau đó chuyển sang phát triển đồ thể thao, sự đổi hướng này được cho là bắt nguồn từ sáng kiến của con trai ông.
Giai đoạn đầu, gia đình Camuset sản xuất quần áo tại nhà máy của họ ở vùng Romilly-sur-Seine, Pháp và cho ra mắt bộ sưu tập đầu tiên vào năm 1929, chủ yếu bao gồm các loại áo nịt đạp xe. Mười năm sau, hãng ra mắt dòng sản phẩm đồ bộ tracksuit đầu tiên, còn gọi là chándal.